# 阿斯帕雷纳
阿斯帕雷纳（西班牙語：Aspárrena）是西班牙巴斯克自治区阿拉瓦省的一个市镇。总面积65km²，总人口1580人（2001年），人口密度24人/km²。